# Lepidolaena clavigera
Lepidolaena clavigera är en bladmossart som först beskrevs av William Jackson Hooker, och fick sitt nu gällande namn av Barthélemy Charles Joseph Dumortier och Vittore Benedetto Antonio Trevisan de Saint-Léon. Lepidolaena clavigera ingår i släktet Lepidolaena och familjen Lepidolaenaceae. Inga underarter finns listade i Catalogue of Life.